# Eišó
Eišó (永正) byla japonská éra v období Sengoku, v užším období Ašikaga-Muromači, mezi érami Bunki a Daiei. Trvala od roku 1504 do roku 1521.

## Události
- 1505 – byl postaven hrad Noda
- 24. srpna 1511 – bitva u Funaokajamy
- 1512 – postaven hrad Tamanawa

## Narození
- 1510
  - generál Nobuhide Oda
  - generál Hisahide Macunaga
- 1511 – Jošiharu Ašikaga, 12. šógun šógunátu Ašikaga
- 29. května 1517 – císař Ógimači

## Úmrtí
- 1511 - Jošizumi Ašikaga, 11. šógun šógunátu Ašikaga

## Vládnoucí císaři
- Go-Kašiwabara